# Threskiornis aethiopicus

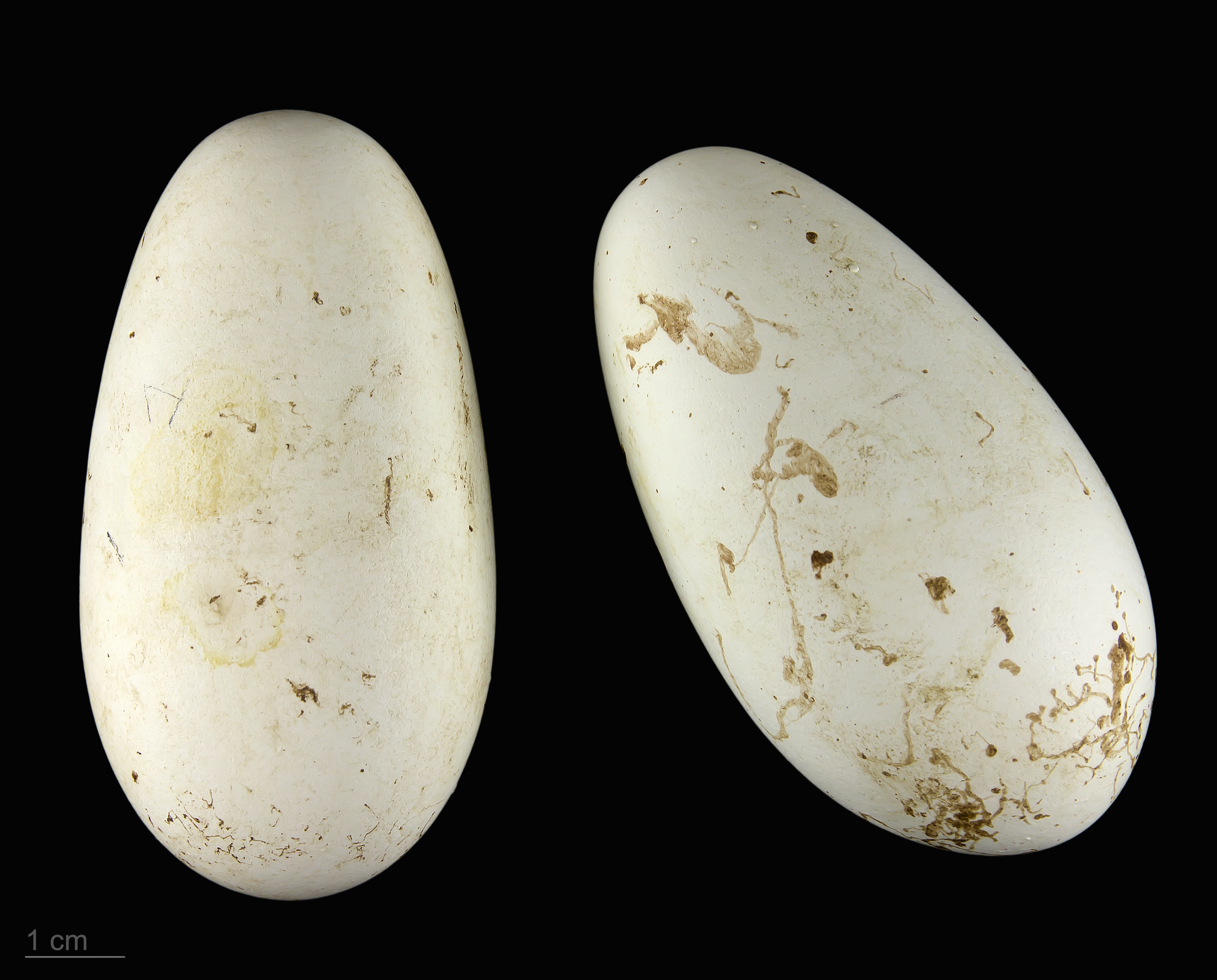
Threskiornis aethiopicus - MHNT

El ibis sagrado (Threskiornis aethiopicus) es una especie de ave pelecaniforme de la familia Threskiornithidae propia de puntos de África y Oriente Medio. Es un ave especialmente conocida por su papel en la religión del Antiguo Egipto en la que era la personificación del dios Thot.

## Taxonomía
Está muy relacionado con el ibis cabecinegro y el ibis blanco australiano, con los que forma un complejo de superespecie, hasta tal punto que algunos ornitólogos consideran a las tres especies como conespecíficas. En bandadas mixtas, estos ibis a menudo hibridan. 
Aunque eran conocidos por las antiguas civilizaciones de Grecia, Roma y especialmente África, los ibis no fueron familiares para los europeos occidentales desde la caída de Roma hasta el siglo XIX, y las menciones de esta ave en las obras antiguas de estas civilizaciones se suponía que describían algún tipo de zarapito u otra ave, y fueron traducidos como tales. En 1758, Carlos Linneo estaba convencido de que los autores antiguos describían una garcilla Bueyera (Bubulcus ibis), que él describió como Ardea ibis. Siguiendo el trabajo de Mathurin Jacques Brisson, quien lo llama Ibis candida en 1760, en la 12.ª edición de su Systema Naturae de 1766, Linneo lo clasifica como Tantalus ibis.
En 1790, John Latham proporcionó la primera descripción científica moderna del ibis sagrado como Tantalus aethiopicus, mencionando a James Bruce de Kinnaird que lo llamó 'abou hannes' en sus escritos que describen sus viajes a Sudán y Etiopía, y también describió al ibis cabecinegro (Tantalus melanocephalus) en India. Georges Cuvier lo llamó Ibis religiosus en su Le Règne Animal de 1817.
En 1842, George Robert Gray reclasificó el ave bajo el nuevo género Threskiornis, porque el género Tantalus fue designado para tántalos y cigüeñas, y Gray decidió que estas aves no podían ser clasificado en el mismo género.
Hasta 1990, se consideró que el ibis sagrado comprendía tres subespecies: la subespecie nominal (T. a. aethipicus), el ibis sagrado de Madagascar (T. a. bernieri) y el ibis sagrado de Aldabra (T. a. abbotti). Pero en ese año Sibley & Monroe propusieron la división en dos especies diferentes: manteniendo al ibis sagrado como monotípico, y a las dos subespecies isleñas como la especie T. bernieri.

## Descripción
El ibis sagrado adulto mide 68 cm de largo y su peso alcanza 1,5 kg. Su plumaje es completamente blanco salvo por las plumas negras en la grupa. La envergadura es de 112 a 124 cm. Los machos son generalmente un poco más grandes que las hembras. La cabeza y el cuello carecen de plumas y la piel al descubierto es de color negro, el pico grueso y curvado y las patas son también de este color. Las alas blancas muestran en sus extremos un borde negro visible en vuelo. Los ojos son marrones con un anillo orbital rojo oscuro. Ambos sexos son similares y los juveniles tienen un plumaje blanco sucio, un pico más pequeño y algunas plumas en el cuello. 

## Distribución y hábitat

### Distribución nativa
El ibis sagrado es nativo del África subsahariana y el sureste de Irak. Algunas poblaciones migran siguiendo las lluvias: las aves sudafricanas migran 1500 km hasta Zambia y las aves africanas al norte del ecuador migran en la dirección opuesta. La población iraquí generalmente migra al suroeste de Irán. Históricamente, estas aves ocupaban también el Valle del Nilo como atestiguan los numerosos vestigios que han quedado de la civilización del Antiguo Egipto. La especie no ocurría en el sur de África antes de principios del siglo XX, pero se ha beneficiado de la proliferación de los cultivos de regadío, de las presas y las prácticas agrícolas (montones de estiércol, carroña y vertederos). En el resto del continente es bastante común salvo en las zonás desérticas más profundas del Namib, el Karoo y el Kalahari; así como de las zonas más densas del bosque tropical del Congo y del África Occidental.
Este ibis es también nativo de Yemen; en 2003 se avistaron en gran número en pequeñas islas cerca de Haramous y a lo largo de la costa del Mar Rojo, cerca de Hodeidah y Adén, donde a menudo se encontraba en plantas de tratamiento de aguas residuales. También se lo ha visto como migrante en Socotra. Sin embargo, con la guerra y la hambruna actuales en Yemen no hay datos sobre el estado de las poblaciones de este ave. La especie era bastante común en Irak en la primera mitad del siglo XX, pero a fines de la década de 1960 se había vuelto muy escasa, y se pensaba que la población no superaba las 200 aves. 

### Introducción humana

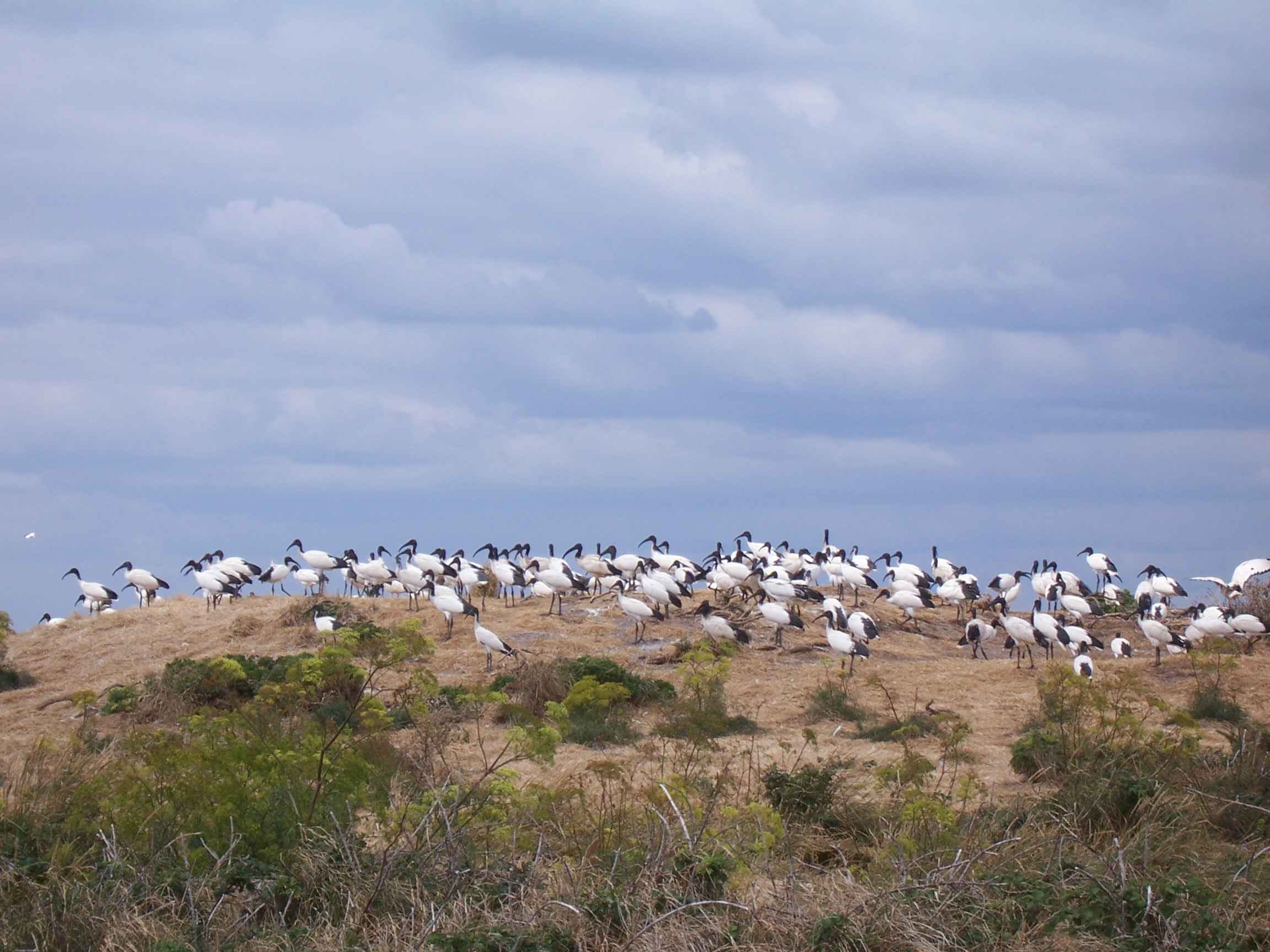
Colonia de ibis sagrados en el departamento francés de Morbihan (región de Bretaña).

Los primeros ibis sagrados traídos a Europa fueron dos importados desde Egipto a Francia a mediados del siglo XVIII. En el siglo XIX, se observaron los primeros ejemplares en libertad en Europa (en Austria, Italia). En la década de 1970, se puso de moda en muchos zoológicos en Europa y en otros lugares permitir a estas aves salvajes descansar en el recinto del zoológico mientras se alimentaban en libertad.  se pusieron de moda para mantener a sus aves en colonias de vuelo libre, a las que se les permitía alimentarse en el área, pero volverían a descansar en el zoológico todos los días. Tales poblaciones salvajes se establecieron en Italia, Francia, España, Países Bajos, las Islas Canarias, Florida, Taiwán, los Emiratos Árabes Unidos y posiblemente Baréin. Algunos estudios indican que las poblaciones introducidas en Europa tienen importantes impactos negativos económicos y ecológicos, mientras que otros sugieren que no constituyen una amenaza sustancial para las especies nativas de Europa. 
En Francia, los ibis sagrados se han establecido a lo largo de su costa atlántica a partir de los descendientes de poblaciones en semilibertad procedentes del zoológico de Branféré en el sur de Bretaña. En 2005, la población reproductora del Atlántico francés se estimó en 1100 parejas. Una población separada se originó en un zoológico en Sigean, en la costa mediterránea de Francia, y en 2005 la colonia se estimó en 250 parejas. Debido al gran tamaño que estaban alcanzando las poblaciones en el país y el peligro que suponía para los ecosistemas y las especies locales se inició un programa de erradicación y control y se logró reducir considerablemente el número de aves. 
Esta especie no está establecida en la España continental. El zoológico de Barcelona mantuvo una pequeña población en semilibertad que se crio entre el zoológico y el parque de la ciudad circundante. Entre 1983 y 1985 aumentaron a 18 aves, pero posteriormente disminuyeron a 4–6 parejas en la década de 1990 y las aves quedaron establecidas en las instalaciones del zoo permanentemente a fines de la década de 1990 (el zoológico todavía tiene algunas). En 2001, las aves restantes en los alrededores fueron sacrificadas, lo que puso fin a la aparición de la especie en la "naturaleza" en el área. Desde entonces la legislación española prohíbe la introducción en el medio natural, posesión, transporte, tráfico y comercio de esta especie.
La población en Italia puede haberse originado a partir de ejemplares en semilibertad del zoológico Le Cornelle. El primer registro de una pareja reproductora procede del  Parque Regional Lame del Sesia en Novara, en el noroeste de Italia, en 1989. Desde entonces el número de parejas reproductoras no ha dejado de crecer en esta zona y además se expandía por el delta del Po y otras áreas del norte del país. Hasta 2017 no se había establecido medidas de control para las poblaciones de esta especie.
El ibis sagrado no se considera invasivo en las Islas Canarias. Se mantiene en zoológicos en Tenerife, Gran Canaria, Lanzarote y Fuerteventura, dos de los cuales mantienen sus ejemplares en semilibertad. En 1997, la primera pareja fue vista criando fuera de un zoológico, la población alcanzó un máximo de 5 parejas entre entonces y 2005. Las aves se dividen entre las islas de Lanzarote (cerca de Arrecife en una antigua colonia de garzas) y Fuerteventura (en el zoológico cerca de La Lajita pero en condiciones de semilibertad). En ambas islas, estas aves se han mantenido muy cerca de los zoológicos. La cría está 'controlada'.
A principios de la década de los 80 se introdujeron 6 ejemplares de ibis sagrado en la reserva de vida salvaje de la isla Sir Bani Yas en los Emiratos Árabes Unidos. Solo quedaba uno en 1989 y murió ese año. El zoológico de Al Ain ha tenido una bandada desde 1976, que aumentó a unas 70 aves en 1991. Hay registros de ibis apareciendo en Dubái desde la década de 1980. Las aves en Al Ain inicialmente se quedaron en el zoológico, pero comenzaron a volar desde el zoológico hasta una planta de tratamiento de aguas residuales y una zona húmeda poco profunda en el antiguo parque público, ahora parque de villas de lujo, Ain Al Fayda, donde su número aumentó lentamente hasta 32 en 1997. A partir de 2010, la población de Al Ain asciende a más de 75 aves, y las aves aparecen regularmente en toda la ciudad y las aldeas circundantes y, a menudo, se pueden ver temprano en la mañana en parques y rotondas recogiendo restos que dejaron las personas la noche anterior.
En Taiwán, como en otros lugares, la población de ibis escapó de un zoológico, en este caso antes de 1984, momento en el que se vieron las primeras aves silvestres en Guandu en Taipéi. En 1998 se estimó que unas 200 aves vagaban libremente, principalmente en el norte de Taiwán. En 2010 se agregó por primera vez a la Lista de verificación de aves de Taiwán con el estado de "poco común" (en lugar de "raro"). En 2010, las aves también fueron avistadas ocasionalmente en las islas Matsu, que están a solo 19 km de la costa de la provincia de Fujian en China continental (y a solo unos pocos kilómetros de otras islas costeras chinas), pero a 190 km de Taiwán. En 2012, la población se estimaba entre 500 y 600 individuos, y se había extendido al oeste de Taiwán. Los primeros intentos para sacrificar estas aves se realizaron en 2012 matando a los polluelos en los nidos. Para 2016, el número se estimó en 1000 individuos, de los cuales alrededor de 500 habitaban un humedal en el condado de Changhua.
En Florida, se cree que cinco individuos de la especie escaparon del Miami Metro Zoo, y tal vez otras colecciones privadas, después del huracán Andrew en 1992. Estas aves vivían en los alrededores, pero volverían al zoológico al anochecer para pasar la noche, y la población lentamente aumentó a 30 o 40 en 2005. Ese mismo año se encontraron dos parejas anidando en los Everglades. Dos o tres años después, se tomó la decisión de eliminar la especie. Para 2009, se retiraron 75 aves de Florida y se cree que la especie quedó erradicada.

### Hábitat
La especie habita principalmente en los márgenes de humedales de agua dulce, canalizaciones de desagüe y alcantarillado, salinas, acequias agrícolas, ríos en bosques abiertos, praderas y campos cultivados, así como lagunas costeras, áreas intermareales, islas costeras y manglares (especialmente en la estación seca). También puede ocurrir en entornos humanos, como granjas, mataderos y vertederos en las afueras de las ciudades.

## Comportamiento
Esta especie de ibis es migrante dentro del continente africano, realiza movimientos nómadas o parcialmente migratorios de varios cientos de kilómetros para reproducirse durante la estación de las lluvias. Las poblaciones al norte del ecuador migran hacia el norte y las del sur del ecuador migran hacia el sur, ambos grupos regresan hacia el ecuador al final de la temporada de cría. Algunas poblaciones (por ejemplo, en el sur de África) también pueden ser sedentarias. Es una especie muy gregaria, que a menudo vuela a más de 30 km de la colonia para alimentarse. El ibis sagrado es de costumbres diurnas y se refugia todas las noches en grandes bandadas en sitios de reproducción, en islotes en ríos o tierras inundables, en árboles cerca de presas o en aldeas.

### Dieta
Los ibis sagrados son aves depredadoras que se alimentan principalmente durante el día y generalmente en bandadas. Se alimenta principalmente de insectos y lombrices, crustáceos, moluscos y otros invertebrados; además de peces, ranas, reptiles y pequeños mamíferos. También se alimenta de semillas. Utiliza su largo pico curvo para hurgar en el barro, entre las piedras y la hierba a la espera de encontrar algo que le sirva de alimento. En colonias mixtas con otras especies de aves, se ha observado ejemplares de ibis alimentarse de los restos de huevos de pelícanos, cormoranes y otras aves que había sido atacados previamente por otros depredadores. En entornos urbanos son vistos en los alrededores de vertederos donde se alimentan de los restos que encuentran entre la basura. 

### Reproducción

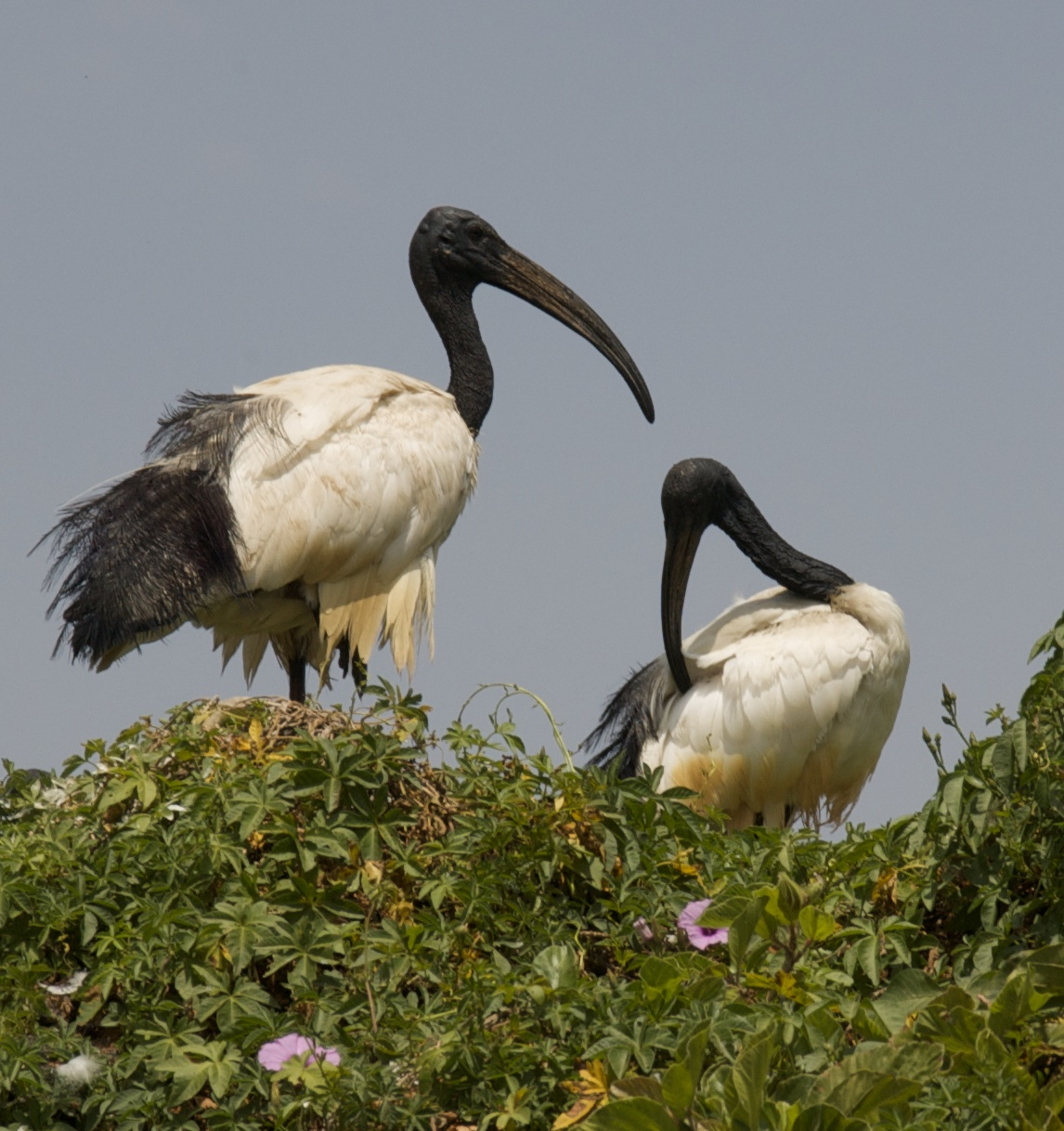
Pareja de ibis sagrados en África.

Son aves monógamas. Generalmente se reproducen una vez al año coincidiendo con la época de lluvias. La temporada de reproducción comprende entre marzo y agosto en África, y entre abril y mayo en Irak. Para anidar forma colonias de su misma especie aunque, a menudo suele mezclarse con otras especies de aves acuáticas, como cigüeñas, garzas, espátulas africanas, aningas africanas, y cormoranes. Construye un nido realizado con palos, ramas y materia vegetal en la copa de los árboles (con frecuencia baobabs) aunque, a veces, puede ocupar islotes rocosos cercanos a la orilla o edificios abandonados. Las colonias más grandes pueden alcanzar las 2000 parejas y suelen componerse de subcolonias.
La hembra pone entre 1 y 5 huevos por nidada que son incubados por ambos padres durante entre 21-29 días. Durante la primera semana de vida uno de los dos progenitores permanecerá constantemente en el nido mientras el otro sale en busca de alimento, turnándose en estas tareas. Los polluelos abandonan el nido entre los 35-40 días y serán plenamente independientes a los pocos días. Alcanzan la madurez sexual entre los 1-5 años de edad.

## Conservación
El ibis sagrado está clasificado por la UICN como de preocupación menor debido a la amplitud de su rango de distribución (además de los lugares donde se ha introducido por el ser humano) y a se mantiene estable la población de esta ave estimada entre 200 000 - 450 000 ejemplares.

## Relación con el ser humano
El ibis sagrado era considerado un animal sagrado para los egipcios. Creían que era un mensajero del dios Tot. Históricamente se encontraba en Egipto, donde comúnmente se le veneraba y momificaba como una ofrenda votiva al dios Thoth. Durante muchos siglos, hasta la época romana, los templos principales enterraron unas pocas docenas de miles de aves al año, y para mantener un número suficiente para la demanda de sacrificios por parte de peregrinos de todo Egipto, decenas de granjas de cría de ibis (llamadas ibiotropheia por Heródoto) se establecieron, inicialmente en todo Egipto. Actualmente la especie ha desaparecido de Egipto como población reproductora y migrante.